# Bobtraillite
La bobtraillite è un minerale.